# Capilla de Minsden
La Capilla de Minsden (en inglés: Minsden Chapel) es una capilla en ruinas aislada en el campo por encima de la localidad de Chapelfoot, cerca de Preston, Hertfordshire, Inglaterra. Hoy en día es una estructura sin techo, en parte rodeada por un pequeño bosque, y sólo accesible por un sendero. Se trata de un monumento antiguo y es catalogado como grado II. 
Fue construido en el siglo XIV, y hacia el siglo XVII había caído en mal estado. Los matrimonios siguieron celebrándose aquí en el siglo XVIII, hasta que la mampostería se desmoronó y se hizo demasiado peligrosa. Una historia dice que una pieza de piedra cayó y golpeó el libro de oraciones de la mano de un cura durante la ceremonia de matrimonio de Enoch West y Mary Horn en 1738. 